# 심사 (불교)
1. 심사(尋思)는 깊이 생각하는 것 또는 마음을 가라앉혀 깊이 사색(思索)하는 것이다.[1]
2. 심사(尋伺)는 심(尋)과 사(伺)의 마음작용을 통칭하는 말이다.

## 심사(尋思)
《유가사지론》 제30권에서는, 이치를 깊이 생각하는 것[尋思於理]에 대해 정의하면서 심사(尋思)를 언급하고 있다. 《유가사지론》  제30권에 따르면, 이치를 깊이 생각하는 것[尋思於理]이란 관대도리 · 작용도리 · 증성도리 · 법이도리의 4종도리를 바르게 깊이 생각하는 것[正尋思四種道理]이다. 그리고 관대도리를 바르게 깊이 생각하는 것이란, 관대도리에 의거하여 세속(世俗: 유위법, 속제)을 깊이 생각함으로써 세속이 세속인 것을 알고 인정하며[尋思世俗以為世俗], 관대도리에 의거하여 승의(勝義: 무위법, 진제)를 깊이 생각함으로써 승의가 승의인 것을 알고 인정하며[尋思勝義以為勝義], 관대도리에 의거하여 인연(因緣: 연기법)을 깊이 생각함으로써 인연이 인연인 것을 알고 인정하는[尋思因緣以為因緣] 것이다.

## 참고 문헌
- 곽철환 (2003). 《시공 불교사전》. 시공사 / 네이버 지식백과. |title=에 외부 링크가 있음 (도움말)
- 미륵 지음, 현장 한역, 강명희 번역 (K.614, T.1579). 《유가사지론》. 한글대장경 검색시스템 - 전자불전연구소 / 동국역경원. K.570(15-465), T.1579(30-279). |title=에 외부 링크가 있음 (도움말)
- 세친 지음, 현장 한역, 권오민 번역 (K.955, T.1558). 《아비달마구사론》. 한글대장경 검색시스템 - 전자불전연구소 / 동국역경원. K.955(27-453), T.1558(29-1). |title=에 외부 링크가 있음 (도움말)
- 호법 등 지음, 현장 한역, 김묘주 번역 (K.614, T.1585). 《성유식론》. 한글대장경 검색시스템 - 전자불전연구소 / 동국역경원. K.614(17-510), T.1585(31-1). |title=에 외부 링크가 있음 (도움말)
- 세친 지음, 현장 한역, 송성수 번역 (K.618, T.1612). 《대승오온론》. 한글대장경 검색시스템 - 전자불전연구소 / 동국역경원. K.618(17-637), T.1612(31-848). |title=에 외부 링크가 있음 (도움말)
- 운허.  동국역경원 편집, 편집. 《불교 사전》. |title=에 외부 링크가 있음 (도움말)
- (영어) DDB. 《Digital Dictionary of Buddhism (電子佛教辭典)》. Edited by A. Charles Muller. |title=에 외부 링크가 있음 (도움말)
- (중국어) 미륵 조, 현장 한역 (T.1579). 《유가사지론(瑜伽師地論)》. 대정신수대장경. T30, No. 1579. CBETA. |title=에 외부 링크가 있음 (도움말)
- (중국어) 佛門網. 《佛學辭典(불학사전)》. |title=에 외부 링크가 있음 (도움말)
- (중국어) 星雲. 《佛光大辭典(불광대사전)》 3판. |title=에 외부 링크가 있음 (도움말)
- (중국어) 세친 조, 현장 한역 (T.1612). 《대승오온론(大乘五蘊論)》. 대정신수대장경. T31, No. 1612, CBETA. |title=에 외부 링크가 있음 (도움말)
- (중국어) 세친 조, 현장 한역 (T.1558). 《아비달마구사론(阿毘達磨俱舍論)》. 대정신수대장경. T29, No. 1558, CBETA. |title=에 외부 링크가 있음 (도움말)
- (중국어) 호법 등 지음, 현장 한역 (T.1585). 《성유식론(成唯識論)》. 대정신수대장경. T31, No. 1585, CBETA. |title=에 외부 링크가 있음 (도움말)